# Osteosema pastor
Osteosema pastor là một loài bướm đêm trong họ Geometridae.